# Moritz Mildner
Moritz Mildner, född 6 november 1812 i Böhmen, död 4 december 1865 i Prag, var en österrikisk violinist. 

## Biografi
Moritz Mildner föddes 1812 i Böhmen och utbildade sig till violinist. Mildner var professor vid konservatoriet i Prag, vilken tjänst han tillträdde efter sin lärare Friedrich Wilhelm Pixis. Han avled 1865 i Prag.